# Belvidere (Nebraska)
Belvidere es una villa ubicada en el condado de Thayer en el estado estadounidense de Nebraska. En el Censo de 2010 tenía una población de 48 habitantes y una densidad poblacional de 38,69 personas por km².

## Geografía
Belvidere se encuentra ubicada en las coordenadas 40°15′17″N 97°33′28″O / 40.25472, -97.55778. Según la Oficina del Censo de los Estados Unidos, Belvidere tiene una superficie total de 1.24 km², de la cual 1.24 km² corresponden a tierra firme y (0%) 0 km² es agua.

## Demografía
Según el censo de 2010, había 48 personas residiendo en Belvidere. La densidad de población era de 38,69 hab./km². De los 48 habitantes, Belvidere estaba compuesto por el 95.83% blancos, el 0% eran afroamericanos, el 0% eran amerindios, el 0% eran asiáticos, el 0% eran isleños del Pacífico, el 0% eran de otras razas y el 4.17% pertenecían a dos o más razas. Del total de la población el 2.08% eran hispanos o latinos de cualquier raza.